# Annona andicola
Annona andicola là loài thực vật có hoa thuộc họ Na. Loài này được (Maas & Westra) H.Rainer mô tả khoa học đầu tiên năm 2007.